# Brusturi, Bihor
Brusturi (în maghiară Tataros, în germană Brestur) este satul de reședință al comunei cu același nume din județul Bihor, Crișana, România.